# Yilmaz Dziewior

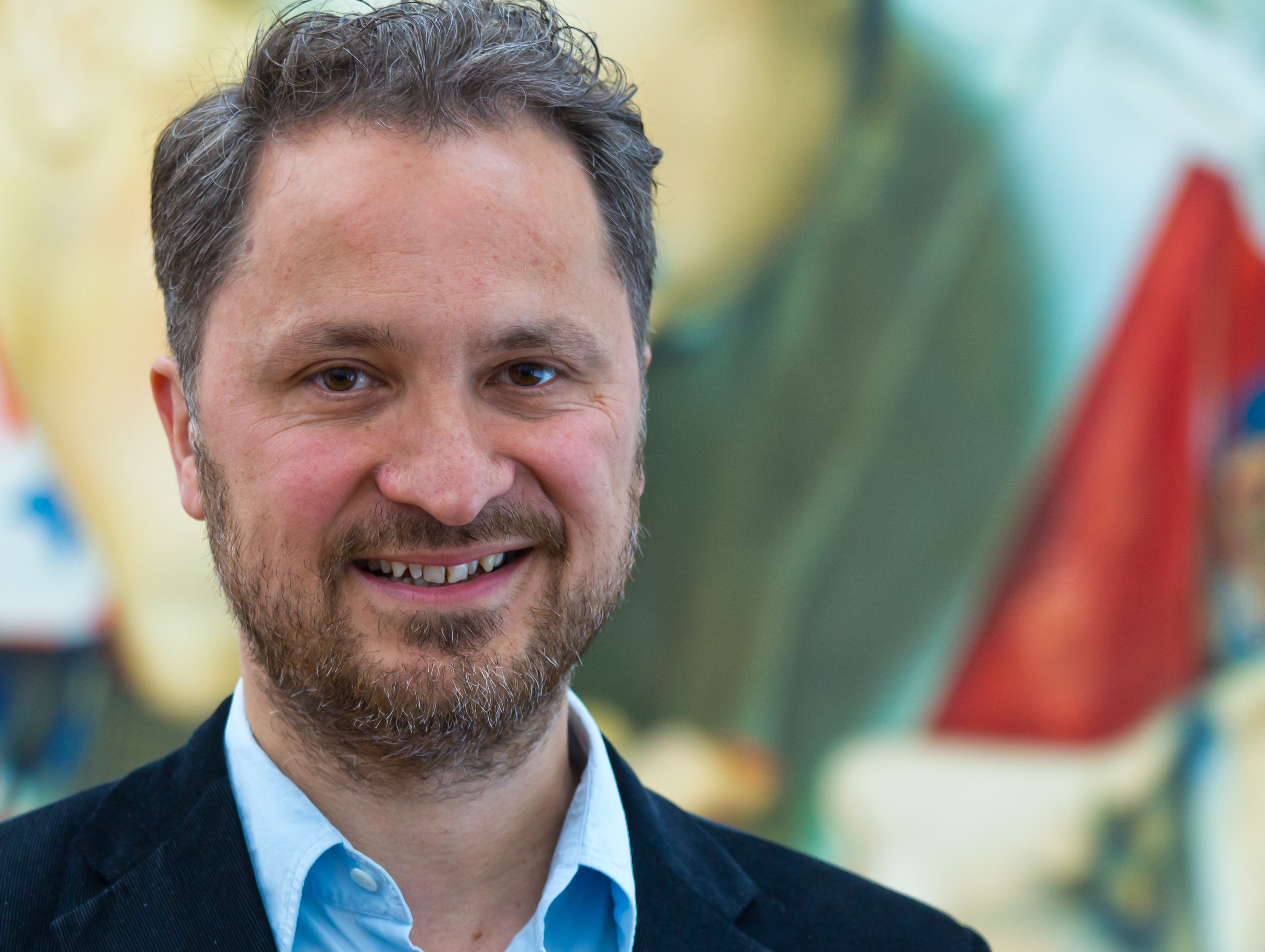
Yilmaz Dziewior, 2014

Yilmaz Dziewior (* 24. Oktober 1964 in Bonn) ist Kunsthistoriker und Kurator für zeitgenössische Kunst. Seit Februar 2015 hat er die Position des Direktors beim Museum Ludwig in Köln inne.

## Leben und Werk
Yilmaz Dziewior wurde als Sohn einer deutsch-polnischen Mutter und eines türkischen Vaters in Bonn geboren. Er studierte Kunstgeschichte und Klassische Archäologie an der Universität Bonn sowie in London. Um sein Studium zu finanzieren, arbeitete er als Statist an der Bonner Oper. Sein Studium schloss er 1993 mit einem Magister ab. Dziewior arbeitete Anfang der 1990er Jahre als Kunstkritiker für die Bonner Rundschau. 1998 begann er mit seinem Promotionsvorhaben unter dem Titel Blick durch den Spiegel. Glas als raumdefinierendes Element im Werk von Mies van der Rohe. Mit dieser Dissertation wurde er 2005 bei Tilmann Buddensieg am Kunstgeschichtlichen Seminar der Humboldt-Universität in Berlin promoviert.
Von 2001 bis 2008 war Dziewior Direktor des Kunstvereins in Hamburg und arbeitete daneben als freier Kurator. 2003 wurde er zusätzlich zum Professor für Kunstgeschichte (Teilzeit) an der Hochschule für bildende Künste Hamburg berufen, an der er bis 2009 lehrte. Zwischen 2009 und 2015 leitete er das Kunsthaus Bregenz. Dorthin nahm er die Kunsthistorikern Eva Birkenstock mit ins Leitungsteam. 2015 kuratierte Dziewior den Österreich-Pavillon für die Biennale di Venezia. Vor seiner Tätigkeit in Bregenz war er acht Jahre Direktor des Kunstvereins in Hamburg und lehrte parallel als Professor für Kunsttheorie an der dortigen Hochschule für bildende Künste.
Dziewior trat am 1. Februar 2015 die Nachfolge von Philipp Kaiser bzw. der kommissarischen Leiterin Katia Baudin als Direktor des Kölner Museums Ludwig an. Dort hatte er bereits 1996 bis 1999 als freier Mitarbeiter gearbeitet, 1997 als Kurator ein Projekt mit der Künstlerin Sarah Lucas realisiert und sich 1999 für den zeitgenössischen Teil der Ausstellung Kunstwelten im Dialog. Von Gauguin zur globalen Gegenwart verantwortlich gezeigt. Gemeinsam mit Stephan Diederich wurde Dziewior mit dem Kuratorenpreis des Kunstmagazins art für die „Ausstellung des Jahres 2017“ JamesRosenquist – Eintauchen ins Bild ausgezeichnet.
Anfang 2018 kündigte Dziewior eine wissenschaftliche Neubewertung der amerikanischen Bestände des Museums Ludwig an, das „vor allem Kunst von weißen, heterosexuellen, männlichen Amerikanern“ besitze. Dabei geht es um eine Neubewertung der Sammlungsinhalte und -geschichte; in Bezug auf Aspekte der Postcolonial, Gender und Queer Studies. Dazu sagte Dziewior: „Es geht nicht um eine neue Geschichte, sondern eine parallele Erzählung.“ Dabei soll auch der kunstgeschichtliche Wertekanon hinterfragt werden, um die Hierarchien zwischen Kulturen zu identifizieren. Außerdem ist eine Fortschreibung der Sammlungsgeschichte mit Blick auf Kunst aus Südamerika, Afrika und Asien sowie die Stärkung weiblicher Positionen geplant.
Dziewiors Arbeit zeichnet sich durch ein dezidiertes Interesse an gesellschaftlichen Fragestellungen aus, wobei in diesem Zusammenhang besonders seine Beschäftigung mit identitätspolitischen und kulturellen Zuschreibungen hervorzuheben ist. Er verfolgt einen interdisziplinären Ansatz, der vor allem bei Ausstellungen und Projekten über Architektur (Arno Brandlhuber, raumlabor Berlin, Kuehn Malvezzi, Eckhard Schulze-Fielitz) sowie Theater- und Tanz (René Pollesch, She She Pop, Yvonne Rainer) sichtbar wird. Eine Grundprämisse seiner Vorgehensweise ist die Analyse des jeweiligen Kontextes, die sowohl in seinen experimentellen Formaten der KUB Arena in Bregenz wie auch in seiner Insert-Reihe für den Hamburger Kunstverein zum Ausdruck kommt. Anfang Mai 2020 wurde Dziewior vom damaligen Außenminister Heiko Maas als Kurator des offiziellen deutschen Beitrags für die 59. Biennale di Venezia 2022 berufen. Er ließ den deutschen Pavillon von der Künstlerin Maria Eichhorn bespielen. 2024 wurde er vom Aufsichtsrat der documenta in die Findungskommission der documenta 16 berufen.

## Kuratierte Ausstellungen (Auswahl)
- 1999: Who, if not we? (gemeinsam mit Gregor Schneider), Elizabeth Cherry Contemporary Art, Tucson, USA
- 2015: Danh Võ .Ydob eht ni mraw si ti, Museum Ludwig,  1. August – 25. Oktober
- 2016: Hier und Jetzt im Museum Ludwig. Heimo Zobernig (Kuratorische Assistenz: Leonie Radine), Museum Ludwig,  20. Februar – 22. Mai
- 2016: Wir nennen es Ludwig. Das Museum wird 40! (gemeinsam mit allen Kuratoren des Museum Ludwig), Museum Ludwig, 27. August – 8. Januar 2017.
- 2017: James Rosenquist. Eintauchen ins Bild. (gemeinsam mit Stephan Diederich), Museum Ludwig,  18. November 2017 – 4. März 2018, weitere Station: ARoS Aarhus Kunstmuseum, Aarhus, Dänemark
- 2018: Haegue Yang: ETA 1994–2018. Wolfgang-Hahn-Preis 2018 (Kuratorische Assistenz: Leonie Radine), Museum Ludwig, 18. April – 12. August
- 2020: WADE GUYTON: Zwei Dekaden MCMXCIX–MMXIX (Kuratorische Projektleitung: Leonie Radine), Museum Ludwig, 16. November 2019 – 1. März 2020.
- 2024: Roni Horn: Give Me Paradox or Give Me Death, Museum Ludwig, 23. März – 11. August

## Veröffentlichungen (Auswahl)
- mit Gregor Muir (Hrsg.): Andy Warhol Now. Verlag der Buchhandlung Walther König, Köln 2020.
- WADE GUYTON MCMXCIX–MMXIX ZWEI DEKADEN MUSEUM LUDWIG, Verlag der Buchhandlung Walther König, Köln, ISBN 978-3-96098-707-9
- Museum Ludwig. Kunst. 20./21. Jahrhundert. Malerei, Skulptur, Neue Medien (Bestandskatalog), Verlag Walther König, Köln 2018, ISBN 3-96098-120-1
- Haegue Yang. ETA 1994–2018. (Werkverzeichnis), Verlag Walther König, Köln 2018, ISBN 3-96098-357-3
- Wir nennen es Ludwig. Das Museum wird 40! Verlag Walther König, Köln 2017, ISBN 3-96098-186-4
- James Rosenquist. Eintauchen ins Bild (Hrsg.), Prestel Verlag, München 2017, ISBN 3-7913-5723-9
- Gabriel Orozco: Natural Motion. Verlag Walther König, Köln 2013, ISBN 978-3-86335-330-8
- Wade Guyton. Color, Power & Style, zusammen mit Janneke de Vries. Buchhandlung Walther König und Kunsthalle Hamburg, Köln 2006, ISBN 978-3-86560-089-9
- Zhang Huan: Ausstellung im Kunstverein Hamburg (gemeinsam mit Zhang Huan), Hatje Cantz, Ostfildern 2003, ISBN 3-7757-1220-8
- Übers. Sonja Finck, Ralf Schauff: Roni Horn – Well and Truly. Ausstellungskatalog Kunsthaus Bregenz, 2010, ISBN 978-3-86560-816-1
- Mies van der Rohe – Blick durch den Spiegel. Verlag Walther König, Köln 2005, ISBN 3-88375-864-7.
- Sarah Lucas – Ausstellungen, Werkverzeichnis 1989–2005. Hatje Cantz, Ostfildern-Ruit 2005, ISBN 3-7757-1642-4